# Promise (샤데이의 음반)
Promise(프로미스)는 영국 소울 밴드 샤데이의 두 번째 정규 앨범이다. Promise는 1985년 11월 16일 영국에서 발매되었다. 앨범 내에서는 "The Sweetest Taboo"와 "Never as Good as the First Time"이 각각 빌보드 핫 100 차트에서 5위와 20위에 오르며 인기를 끌었다. 발매 직후에는 데뷔 앨범 만큼의 호응을 얻지 못했지만 라이브 에이드 무대에서의 공연 후 미국과 영국 앨범 차트 1위를 마크하며 관심을 모았다.
앨범 제목인 Promise는 샤데이 아두의 아버지가 아두에게 보내는 편지에서 암을 이기고 회복하겠다는 "믿음의 약속"에서 따 온 것이다.

## 트랙 목록
CD / 카세트
1. "Is It a Crime" (샤데이 아두, 스튜어트 메튜맨, 앤드루 헤일) – 6:20
2. "The Sweetest Taboo" (아두, 마틴 디쳄) – 4:36
3. "War of the Hearts" (아두, 메튜맨) – 6:47
4. "You're Not the Man" (아두, 메튜맨) – 5:09
5. "Jezebel" (아두, 메튜맨) – 5:27
6. "Mr Wrong" (아두, 메튜맨, 헤일, 폴 S. 덴만) – 2:49
7. "Punch Drunk" (헤일) – 5:21
8. "Never as Good as the First Time" (아두, 메튜맨) – 4:59
9. "Fear" (아두, 메튜맨) – 4:09
10. "Tar Baby" (아두, 메튜맨) – 3:57
11. "Maureen" (아두, 헤일, 덴만) – 4:20

LP
1. "Is It a Crime" – 6:18
2. "The Sweetest Taboo" – 4:35
3. "War of the Hearts" – 6:47
4. "Jezebel" – 5:30
5. "Mr Wrong" – 2:50
6. "Never as Good as the First Time" – 5:01
7. "Fear" – 4:05
8. "Tar Baby" – 3:58
9. "Maureen" – 4:22

## 참여 스텝
| Sade - 샤데이 아두 – 보컬 - 앤드루 헤일 – 건반 - 스튜어트 메튜맨 – 기타, 섹소폰 - 폴 S. 덴만 – 베이스 기타 세션 - 테리 베일리 – 트럼펫 - 피트 비칠 – 트롬본 - 칼로스 보넬 – 기타 - 마틴 디쳄 – 퍼커션 - 데이브 얼리 – 드럼, 퍼커션 - 제이크 자카스 – 백 보컬 - 마이크 펠라 – strings | - 샤데이 아두 – 프로듀서, 편곡 - 로빈 밀라 – 프로듀서 - 벤 로간 – 프로듀서 - 마이크 펠라 – 프로듀서, 오디오 엔지니어, 믹싱, 프로덕션 엔지니어 - 닉 잉그만 – 편곡 - 피트 브라운– 보조 엔지니어 - 사이몬 드리스콜 – 보조 엔지니어 - 필 레그 – 보조 엔지니어 - 톰 코인 – 오디오 마스터링 - L리 바렛 – 음악 메니지먼트 - 그레햄 스미스 – 디자인 - 토시 야지마 – photography |

## 차트
| 차트 (1985/1986)             | 최고 순위 |
| ---------------------------- | --------- |
| 오스트리아 앨범 차트         | 6         |
| 독일 앨범 차트               | 2         |
| 노르웨이 앨범 차트           | 6         |
| 스웨덴 앨범 차트             | 4         |
| 스위스 앨범 차트             | 1         |
| 영국 앨범 차트               | 1         |
| 미국 빌보드 200              | 1         |
| 미국 빌보드 R&B/Hip-Hop 앨범 | 1         |
| 미국 빌보드 재즈 앨범        | 4         |

| 국가   | 판매량 (sales thresholds) |
| ------ | ------------------------- |
| 캐나다 | 2× platinum               |
| 핀란드 | Platinum                  |
| 프랑스 | Platinum                  |
| 독일   | Platinum                  |
| 영국   | 2× platinum               |
| 미국   | 4× platinum               |